# Julius Schmidlin
Julius Schmidlin (* 16. November 1811 in Freudenstadt; † 18. Februar 1881 in Ellwangen (Jagst)) war ein württembergischer Oberamtmann.

## Abstammung
Julius Schmidlin entstammte einer altwürttembergischen Familie der sogenannten Ehrbarkeit. Er war der Sohn des württembergischen Innenministers Christoph Friedrich von Schmidlin und von dessen Ehefrau Karoline Auguste Enßlin (* 1780; † 1832). Sein älterer Bruder Eduard von Schmidlin war später württembergischer Kultminister. Außerdem hatte Julius noch fünf weitere Brüder (darunter Karl Schmidlin) und zwei Schwestern. 

## Leben
Schmidlin studierte von 1829 bis 1832 Rechts- und Staatswissenschaften an der Universität Tübingen. 1834 legte er die Dienstprüfung beim Departement des Innern ab. Von 1834 bis 1836 war er Aktuar beim Oberamt Waldsee und von 1836 bis 1837 beim Oberamt Biberach. 1837 wechselte er als Kanzleiassistent zum Innenministerium in Stuttgart. Von 1839  bis 1844 war er Assessor bei der Regierung des Schwarzwaldkreises in Reutlingen. 1844 wurde er zum Oberamtmann beim Oberamt Leonberg ernannt, er leitete dieses Amt bis 1852. Danach war er Regierungsdirektor in Ellwangen.